# Volver a empezar (filme)
Volver a empezar é um filme de drama espanhol de 1982 dirigido e escrito por José Luis Garci. Foi indicado ao Oscar de melhor filme estrangeiro na edição de 1983, representando a Espanha.

## Elenco
- Antonio Ferrandis - Antonio Albajara
- Encarna Paso - Elena
- Agustín González - Gervasio Losada
- José Bódalo - Roxu
- Marta Fernández Muro - Carolina
- Pablo Hoyos - Ernesto